# Añatuya
Añatuya ist die Hauptstadt des Departamento General Taboada in der Provinz Santiago del Estero im nordwestlichen Argentinien.

## Beschreibung
Añatuya liegt etwa 200 Kilometer von der Provinzhauptstadt Santiago del Estero entfernt. In der Klassifikation der Gemeinden der Provinz ist die Stadt als Gemeinde der 1. Kategorie eingeteilt. Die Stadt hat 23.286 Einwohner (2010, INDEC), das sind 55 Prozent der Bevölkerung des Departamento General Taboada. Añatuya ist Sitz des Bistums Añatuya.
Über den Ursprung des Stadtnamens gibt es zwei Theorien. Die eine leitet ihn aus dem Quechua ab, wo er Stinktier bedeutet. Dies wurde deshalb zum Stadtsymbol erkoren. Eine andere Theorie sieht im Stadtnamen eine Wortzusammensetzung aus der Sprache der Guaraní. Dort bedeutet aña = Teufel und tuya = alt, das heißt Alter Teufel.
Das Gründungsdatum des Ortes ist der 5. Juli 1912.
Am 27. April jeden Jahres findet das Volksfest Festival de la Tradición im Amphitheater Padre Suárez statt.

## Söhne und Töchter der Stadt
- Homero Manzi (1907–1951), Tango-Komponist

## Ansichten von Añatuya

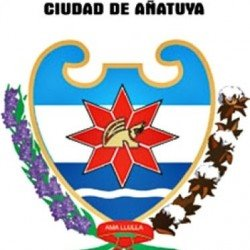
Stadtwappen
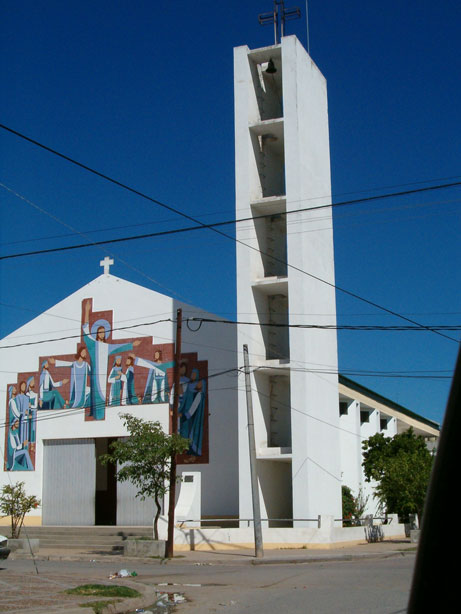
Kathedrale von Añatuya
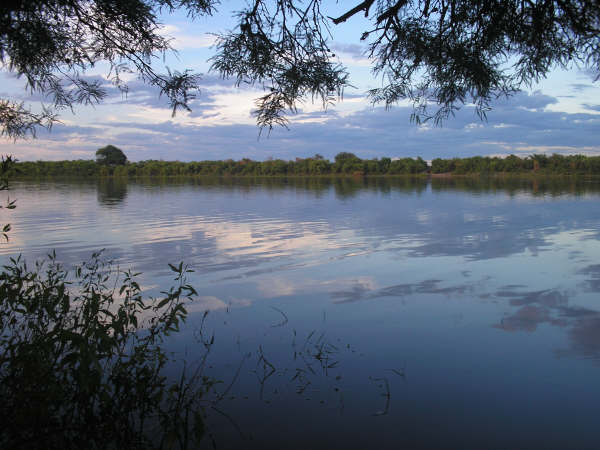
Laguna Los Pozos